# Søren Lerby
Søren Lerby   (Copenhaguen, 1 de febrer de 1958) és un exfutbolista danès de la dècada de 1980.
Fou 67 cops internacional amb la selecció de Dinamarca.
Pel que fa a clubs, defensà els colors de Ajax Amsterdam, PSV Eindhoven, FC Bayern Múnic, i AS Monaco.

## Referències

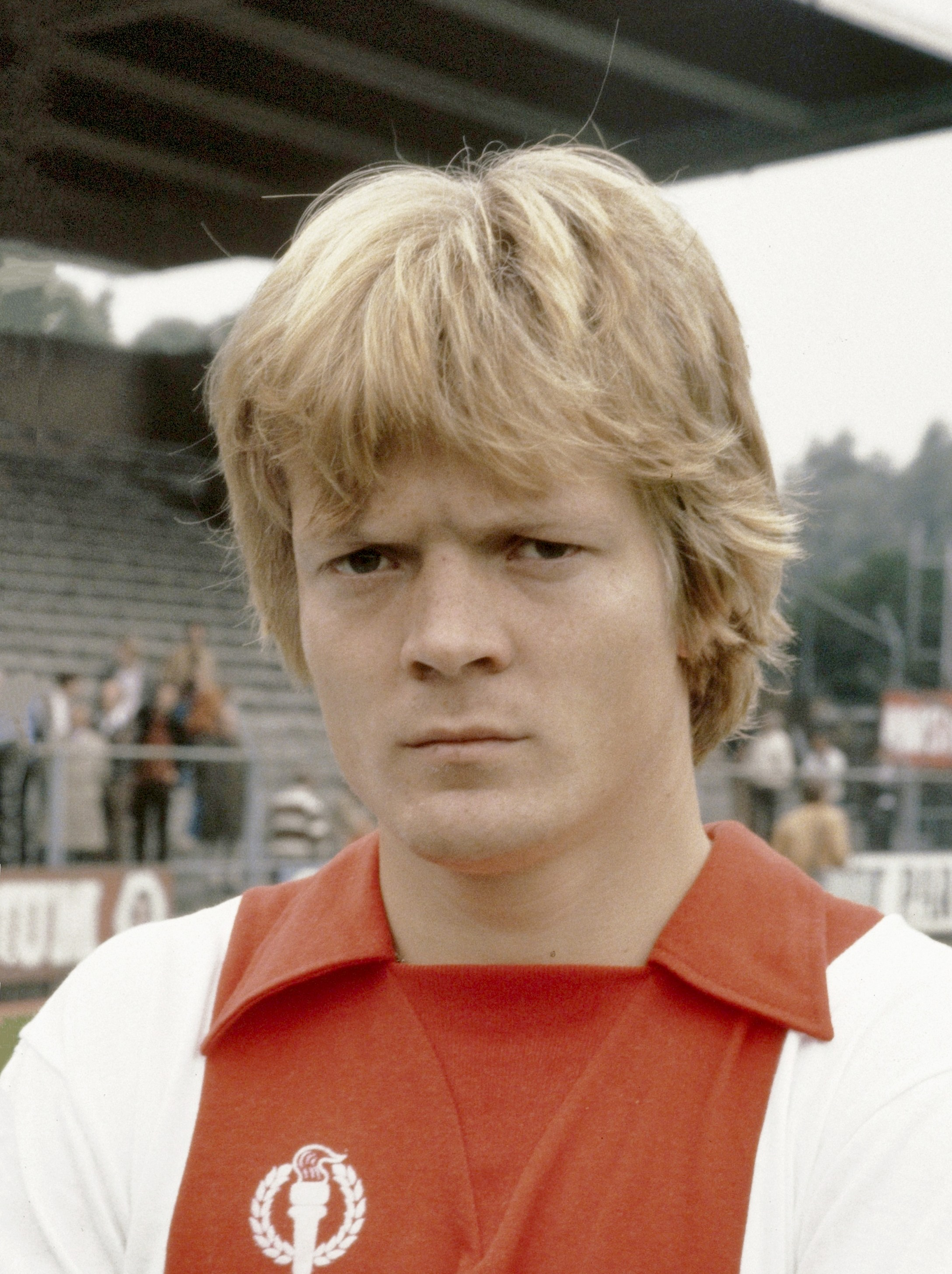
Søren Lerby el 1978.